# The Wolf (film 1914)
The Wolf è un film muto del 1914 diretto da Barry O'Neil e basato su un lavoro teatrale di Eugene Walter.

## Produzione
Il film fu prodotto dalla Lubin Manufacturing Company.

## Distribuzione
Il copyright del film, richiesto dalla Lubin Mfg. Co., fu registrato il 18 giugno 1914 con il numero LU2880.
Distribuito dalla General Film Company, uscì nelle sale statunitensi nell'agosto 1914.